# Синий хребет
Синий хребет — самый западный относительно низкогорный массив (максимальная высота — гора Острая — 1083 м над уровнем моря) в системе гор Сихотэ-Алиня. Также выделяются вершины Синяя (1049) и гора Бельцова (950 м над уровнем моря).

## География и геоморфология
Узкая (5—15 км) формация, местами переходит в мелкогорье (высоты от 300 до 500 м). Самый западный элемент Сихотэ-Алиньской области, протянулся с севера на юг в центральной части Приморья. К востоку от него параллельно тянется ещё более низкогорный Восточный Синий хребет (гора Гордеевская — 1033 м ВУМ). К западу в 30 км от хребта располагается Приханкайская низменность и чаша о. Ханка. Хребет прорезают долина реки Уссури и её крупнейшие притоки — реки Арсеньевка и Крыловка. У западного склона расположен город Спасск-Дальний, посёлки Черниговка, Сибирцево, Кировский. Хребет относится к разряду складчато-глыбовых гор на мезозойских и кайнозойских структурах; особенно активно формирование рельефа шло в неогеновом и четвертичном периоде, когда происходило сжатие и выталкивание гор, а мелкогорные участки частично представляют собой реликты доверхнемелового рельефа.

## Флора и фауна
Климат муссонный с холодной морозной малоснежной зимой и жарким влажным летом. Преобладают хвойные породы деревьев с небольшой примесью широколиственной древесной и кустарниковой растительности. Из птиц отмечены голубая сорока, восточная чёрная ворона (редко), большеклювая ворона. Из млекопитающих на склонах хребта встречаются лисица, барсук, рысь, енотовидная собака.